# Zec de la Rivière-York
Pour les articles homonymes, voir York et Rivière York.
La Zec de la Rivière-York (zone d'exploitation contrôlée) est située dans le territoire non organisé Rivière-Saint-Jean (La Côte-de-Gaspé), dans la municipalité régionale de comté (MRC) La Côte-de-Gaspé, dans la région administrative Gaspésie-Îles-de-la-Madeleine, Québec, au Canada. Cette zec se spécialise dans la pêche au saumon.

## Géographie
La zec de la Rivière-York est une zec à saumon, située au cœur de la péninsule gaspésienne, en plein région sauvage et inhabitée. La zec de la rivière York est longue de 94,1 km et est facilement accessible par la route 198 qui traverse la MRC de la Côte-de-Gaspé, d'est en ouest en passant par Murdochville.
Tout comme la plupart des grandes rivières de la péninsule gaspésienne, la rivière York prend sa source dans les montagnes autour de Murdochville, au cœur des monts Chic-Chocs, situés au centre de la péninsule gaspésienne. Le panorama de montagnes attirent les visiteurs. La rivière York est typique des rivières gaspésiennes à saumon, avec ses eaux teintées vert à cause des minéraux en suspension, le niveau constant de la rivière et un courant rapide.
À partir de Murdochville, la rivière York coule à priori vers le sud-est avant de bifurquer vers le nord pour faire une grande boucle dans les Collines-du-Basque. Puis, elle se dirige vers l'est plus ou moins en parallèle (du côté nord) à la Rivière Saint-Jean. En descendant, la rivière passe à la limite du zec York-Baillargeon, situé autour du lac Baillargeon. Puis la rivière se déverse dans la grande baie York à Gaspé (ville). En somme, la zec York a la forme d'un ruban long et étroit qui couvre presque toute la longueur de la rivière York entre Murdochville et Gaspé (ville).

## Pêche au saumon
La zec de la Rivière-York attire les saumeniers de toute l'Amérique notamment à cause de ses paysages de montagnes et de la grosseur des saumons capturés dans ses eaux froides et cristallines. La rivière York qui est très prisée des saumoniers, est segmentée en onze zones de pêche dont sept sont contingentées. Règle générale, les fosses à saumon sont facilement accessibles sur toute sa longueur par la route 198. 
La rivière York compte 6 espèces de poissons dont le saumon, l'omble de fontaine, l'anguille d'Amérique, l'épinoche, le fondule barré et l'éperlan arc-en-ciel.

## Histoire
La rivière York est réputée pour la migration des saumons au poids élevé. 
Années 1870 : Des chroniques de l'époque signalent que des pêcheurs tels le gouverneur général du Canada, Lord Dufferin et son épouse, prennent régulièrement, saison après saison, des saumons de 11 à 14 kg. À cette époque, les droits exclusifs de pêche appartiennent au pourvoyeur Thomas Reynolds d'Ottawa. 
Années 1970 : Les droits sur les eaux de la rivière York passent aux mains du York River Fishing Club. En 1977, une section d'environ 16 kilomètres est ouverte au public, sous l'égide du gouvernement du Québec. 
1980 : Le gouvernement du Québec ouvre la pêche au public pour la totalité du parcours de la rivière York. La zec de la rivière York est alors constituée.
1981 : Des ententes sont conclues avec les différents propriétaires terriens pour que la zec s'étende sur presque tout le territoire.

## Toponymie
Le toponyme Zec de la Rivière-York a été officialisé le 5 septembre 1985 à la Banque des noms de lieux de la Commission de toponymie du Québec.